# Galatosbossen
De Galatosbossen of Gallatasbossen zijn een bos- en een natuurgebied in het 'Landschapspark Bulskampveld' op het grondgebied van de gemeente Ruiselede, vlak bij Doomkerke. Het geslacht della Faille werd in 1653 eigenaar wordt van het leengoed "Goed te Gallatas" met pachthoeve , land, bossen, meersen, vijvers en veldgebied. Het loofbos ligt tussen De Gulke Putten en De Vorte Bossen en sluit aan op het gemeentelijk park Disveld. Bij het bos leeft onder andere vinpootsalamander. Het bosgebied is Europees beschermd als onderdeel van Natura 2000-gebied 'Bossen, heiden en valleigebieden van Zandig Vlaanderen: westelijk deel' (BE2500004).